# Loreto Aprutino
Loreto Aprutino község (comune) Olaszország Abruzzo régiójában, Pescara megyében.

## Fekvése
A megye északi részén fekszik. Határai: Catignano, Civitaquana, Civitella Casanova, Collecorvino, Moscufo, Penne, Pianella és Picciano.

## Története
Alapítására vonatkozóan nincsenek pontos adatok. Első említése a normann időkből származik, amikor egy grófság székhelye volt. A hagyományok szerint 1330-ban itt járt Aquinói Szent Tamás, aki az itt élő, tőle elidegenedett szüleit látogatta meg. A következő századokban nemesi birtok volt. Önálló községgé a 19. század elején vált, amikor a Nápolyi Királyságban felszámolták a feudalizmust.

## Népessége
A népesség számának alakulása:

## Főbb látnivalói
- Palazzo Chiola
- San Pietro Apostolo-templom
- Santa Maria in Piano-templom

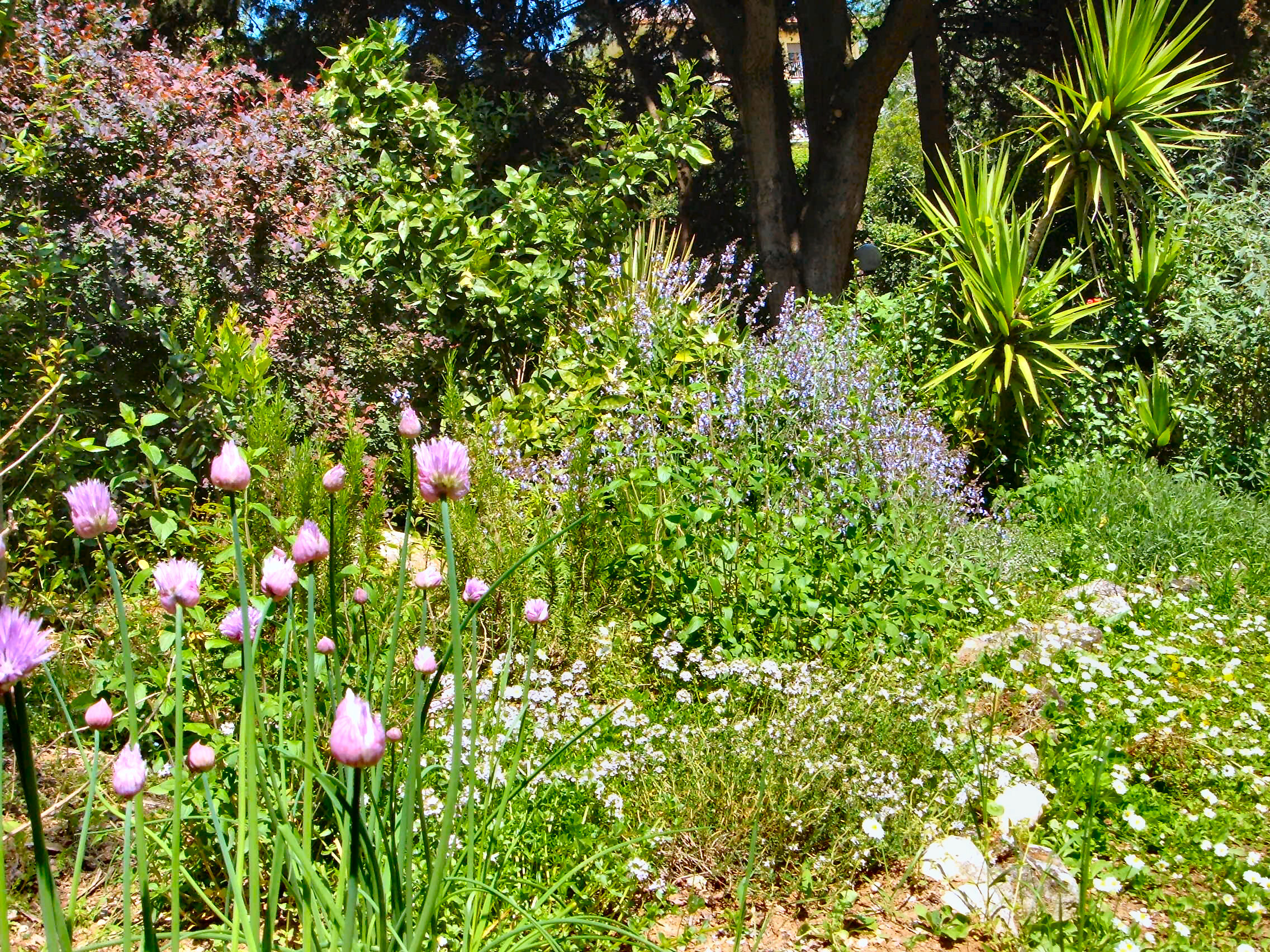
A botanikus kert

- „Villa dei Ligustri”, a botanikus kerttel
- A megszűnt Stazione di Loreto Aprutino a Pescara-Penne-vasútvonalnál